# گویش
گویش (به انگلیسی: dialect) به شکل‌هایی از یک زبان گفته می‌شود که تفاوت‌هایی آوایی یا دستوری دارند اما استفاده‌کنندگانِ دو گویش متفاوت (گویش‌ورانِ متفاوت) همچنان می‌توانند سخن یکدیگر را درک کنند.
اگر وجه ممیزهٔ بین دو زبان‌گونهٔ یک زبان عمدتاً در سطح واژگان و تا حدودی در سطح ساختار (نحو) باشد، این دو گونه دو گویش متفاوت از یک زبانند.

## دسته‌بندی
گویش بر چهار دسته است:
1. گویشی که به مکان جغرافیایی وابسته است؛ مانند گویش بوشهری، گویش بیرجندی برای زبان فارسی، و به آن گویش جغرافیایی گویند.
2. گویشی که مربوط به طبقهٔ اجتماعی خاصی است؛ مانند گویش بازاریان و واعظان که به آن گویش اجتماعی گفته می‌شود.
3. گویشی که مربوط به ادوار گذشته است؛ مانند گویش زمان قاجار در زبان فارسی که به آن گویش تاریخی می‌گویند.
4. گویشی که به آن گویش معیار گویند.[۳]